# Eduard Daelen

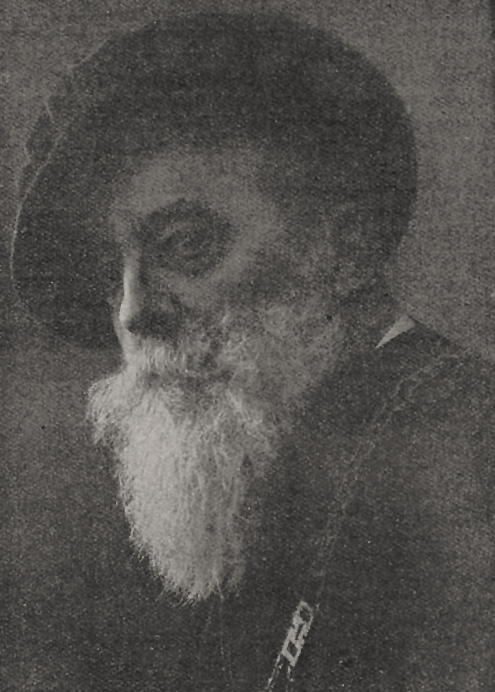

Eduard Adolf Daelen (18 de marzo de 1848 - 9 de mayo de 1923) fue un pintor y escritor alemán. Para algunos de sus escritos utilizó los seudónimos Ursus teutonicus, Angelo Dämon, Edu Daelen-Bachem y Michel Bär. Se dio a conocer sobre todo por la primera biografía de Wilhelm Busch, que escribió en 1886.

## Vida
Nacido en Hörde, Daelen era hijo de un ingeniero superior. Aunque prefería estudiar arte, primero se vio obligado a estudiar ingeniería mecánica. Para ello se matriculó en la escuela de comercio de Barmen de 1863 a 1865 y en la academia de comercio de Berlín de 1867 a 1868. No fue hasta el otoño de 1868 cuando entró en la clase elemental con Andreas Müller en la Kunstakademie de Düsseldorf, pero la abandonó de nuevo en el otoño de 1869. Fue a la Academia de Berlín y hasta 1875 a la Academia de Bellas Artes de Múnich, donde Otto Seitz y Wilhelm von Diez fueron sus profesores. Tras una breve estancia en Roma, en 1875 se instaló en Düsseldorf. De 1877 a 1923 fue miembro de los Malkasten y presidente de la asociación local de la Allgemeine Deutsche Kunstgenossenschaft. También perteneció a la asociación de artistas académicos Orient, al grupo de artistas Laetitia y al Düsseldorfer Schriftstellerverein. En 1900 fue el iniciador del Goethe-Bund. En Erkrath-Hochdahl, cerca de Düsseldorf, la Eduard-Daelen-Straße lleva su nombre.

## Actividad

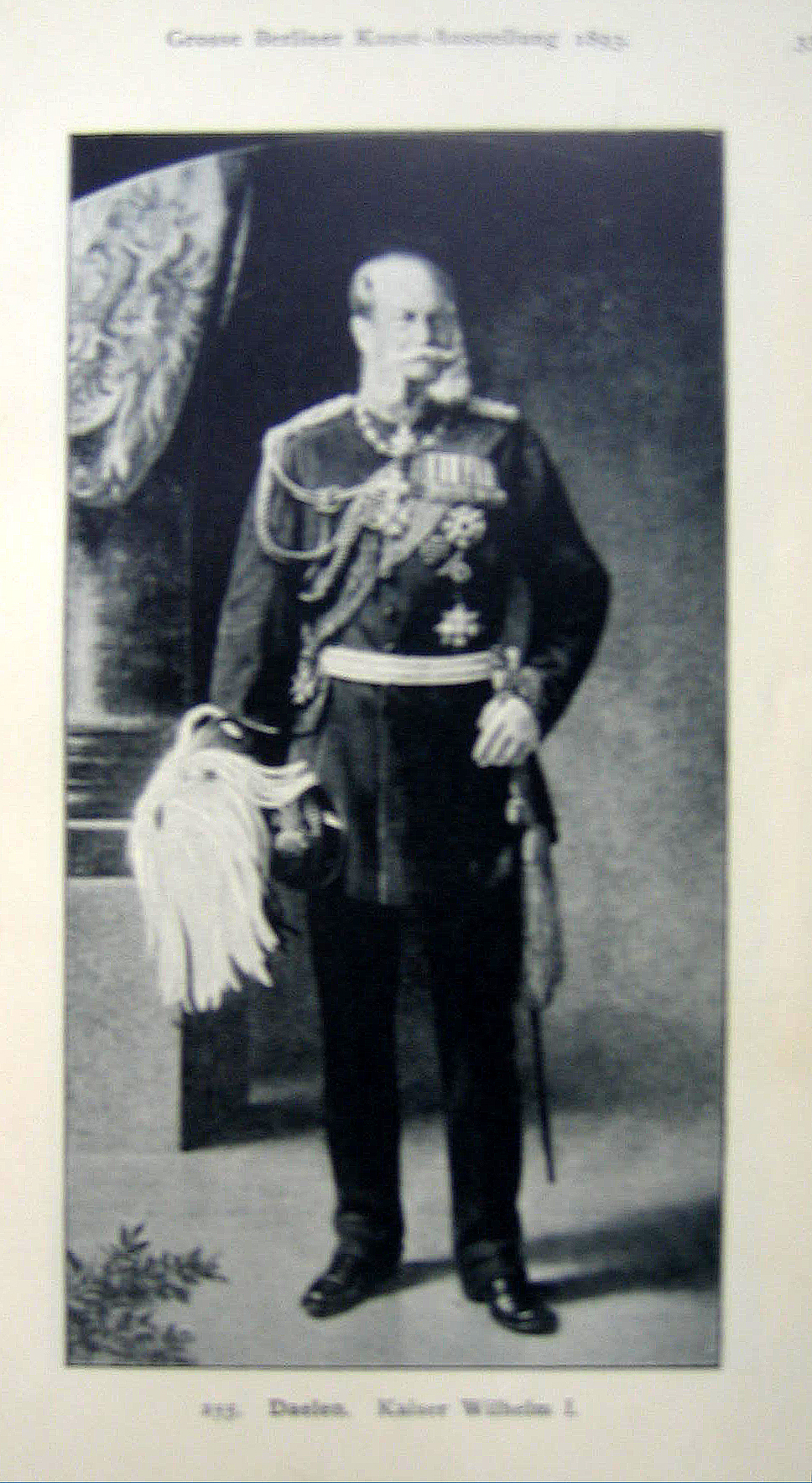

La pintura de Daelen se adscribe a la escuela de pintura de Düsseldorf y a la escuela de Múnich. Se ocupó de las actividades de la escuela de Düsseldorf en numerosos cuadros y escritos. Su estilo pictórico puede describirse como "realista", aunque también incorporó influencias impresionistas en su colorido y aplicación de la pintura. Probablemente tuvo éxito económico sobre todo con retratos, por ejemplo, del emperador alemán Guillermo I o de Otto von Bismarck para clientes locales y públicos. Además, también realizó composiciones "surrealistas", como Größenwahn (1891), Aschermittwoch (1892) o Der Clown, una alegoría de los "excesos artísticos contemporáneos" (1892), así como representaciones de paisajes y otros numerosos retratos. Tras el estallido de la Primera Guerra Mundial, realizó obras "patrióticas" como los cuadros Der deutsche Adler. Kampf des germanischen Adlers mit dem gallischen Hahn, Des Weltbrands Licht!, Allegorie auf den Weltkrieg o Mit eiserner Ruhe. The "German Michel" leaning on a sword, the blade of which is inscribed with "Siegfried", stands upright before a dragon. Además, se dedicó a los llamamientos, los carteles y las postales de guerra.
Entre otras cosas, Daelen escribía críticas de arte, que aparecían bajo los seudónimos Ursos teutonicus y Angelo Dämon en diversos periódicos. En ellos utilizaba ocasionalmente un lenguaje que rozaba el insulto.Además, publicó títulos como ¡Das Hohe Lied vom Bier, Schüttle dich, Germania!, Skizzen vom Rhein, Triumph der Hansa, biografías (entre otras sobre Eduard Bendemann, Wilhelm Camphausen, Carl Müller, Eduard Steinbrück y Benjamin Vautier ) para la Allgemeine Deutsche Biographie, poemas, así como obras festivas para su representación en el Künstlerverein Malkasten. Fue editor y coautor de los volúmenes de arte Die Schönheit der Frauen, 280 estudios fotográficos de desnudos al aire libre de Ed Büchler, J. Agélou, G. Plüschow y E. Schneider (con Paul Hirth), Stuttgart, Schmidt 1905, Die Schönheit des menschlichen Körpers, con 322 estudios de desnudos pictóricos al natural (con contribuciones de Gustav Fritsch, Josef Kirchner entre otros), Stuttgart, Kunstverlag Klemm & Beckmann 1905, y Nackte Schönheit. Ein Buch für Künstler und Ärzte, con 336 estudios de desnudos artísticos a partir de imágenes fotográficas (con la colaboración del Dr. Gustav Fritsch, Profesor de Anatomía de la Universidad de Berlín y J. Paar), Stuttgart, Hermann Schmidt 1907.

## Eduard Daelen y Wilhelm Busch
Anticatólico vehemente, creía haber encontrado un alma gemela en Wilhelm Busch. Así parecían indicarlo los relatos ilustrados anticlericales de Wilhelm Busch, como Die fromme Helene, Der heilige Antonius von Padua y Pater Filucius. Sin embargo, cuando apareció la obra de Daelen Über Wilhelm Busch und seine Bedeutung, tanto Wilhelm Busch como su círculo de amigos se sintieron avergonzados. En su escabroso elogio, Eduard Daelen equiparaba a Wilhelm Busch con grandes como Leonardo da Vinci, Pedro Pablo Rubens y Gottfried Wilhelm Leibniz. Describió al autor Busch como el "arquetipo del genuino espíritu popular alemán" y la "encarnación del mítico antepasado Teut". 
Daelen murió en Düsseldorf a la edad de 75 años.

## Obra artística
- Motivo de Tivoli, 1875
- Abendstimmung am Hintersee, 1877

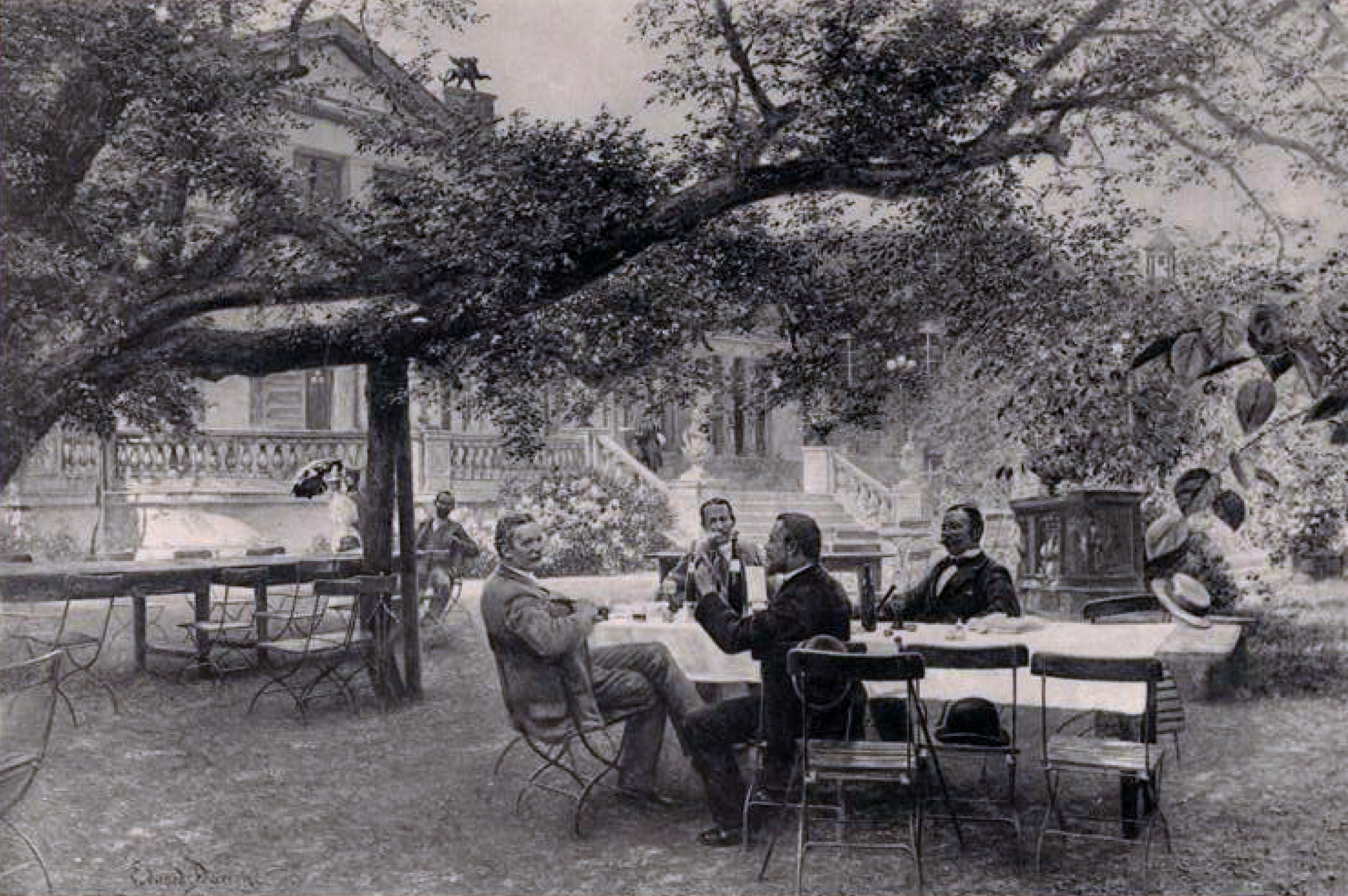

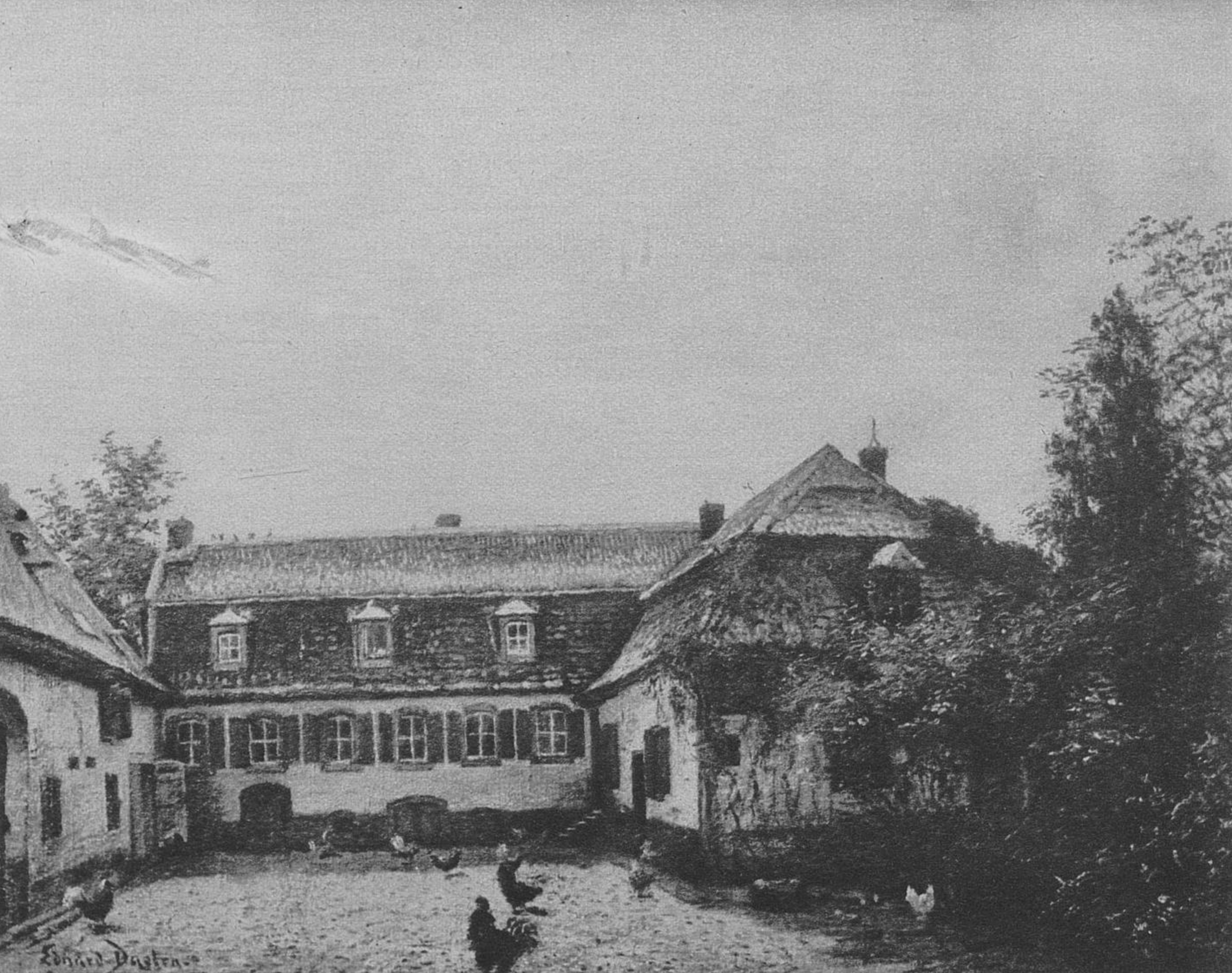

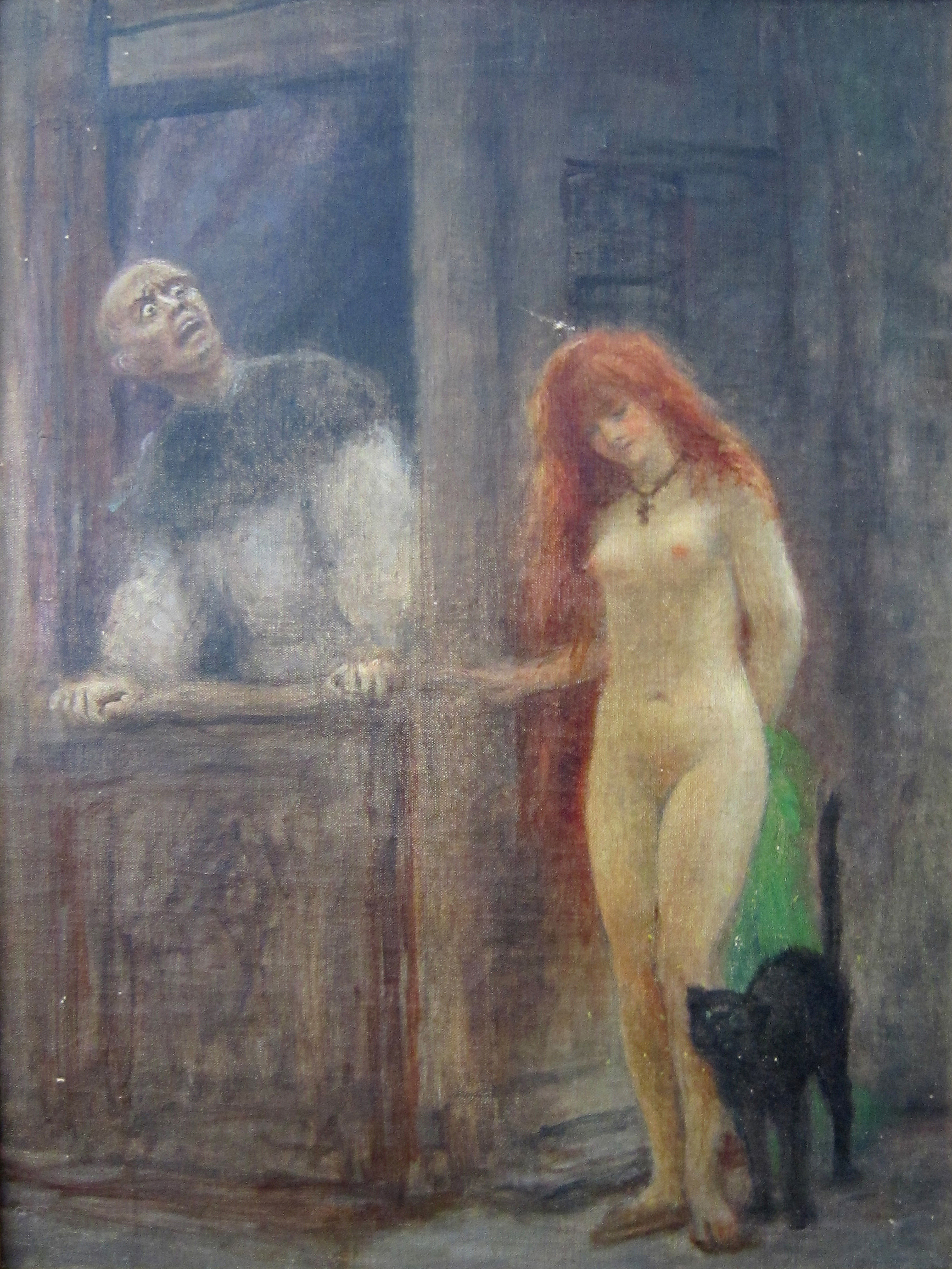

- Selbstbildnis, 1880, en el de . [5]
- Huldigung an Kaiser Wilhelm I.
- Marte imperator – Venus imperatrix, 1888
- Größenwahn, 1891
- Aschermittwoch, 1892
- El payaso, Allegorie auf „zeitgenössische Kunstauswüchse“, 1892
- Bildnis eines bärtigen Herrn (Karl Heinrich Wedigen), 1895
- Gemütliche Runde im Park des alten Düsseldorfer Malkasten, 1896
- Bildnis des Stadtrats Peter Hubert Knops, 1908; antiguo museo de Siegen
- En Düsseldorf, 1914
- Offenes Geheimnis am Beichtstuhl, legado

## Publicaciones
- Der Fall „Jägerhof-Park“. Ein Alarmruf in höchster Not. Düsseldorf o.J. Manuscript: Malkasten-Archiv, Düsseldorf.
- Narrfingen. Die wundervollste Wundergeschichte unseres Jahrhunderts. Von Michel Bär (d. i. Eduard Daelen). Düsseldorf 1879.
- Der Blick ins Jenseits. Con Carl Maria Seyppel. 1880.
- Der Reinfall. Lustige Schweizerreise. 1881.
- Schüttle Dich, Germania. Düsseldorf 1881.
- Keine Spielverderber oder: Man immer gemüthlich! Allegorisches Bühnenweihfestspiel zur Eröffnung der Winter-Zwillingskegelbahn im Malkasten zu Düsseldorf am 11.11.1882. Düsseldorf 1882.
- Auf die Jungfrau! Eine lust’ge Schweizerreise, welche vier fidele Knaben abenteuerlicherweise unlängst unternommen haben. 1882.
- Bismarck. Eine Vision. Con 90 ilustraciones. Oberhausen y Leipzig 1882.
- Von der Wurschtigkeit. Bismarckiaden in Reim und Bild. Oberhausen y Leipzig 1883.
- Das Hohe Lied vom Bier. Phantasie. Düsseldorf 1884.
- Die Gründung Pempelforts oder Skandal und Liebe. Humoristisches Lustspiel von Ursus Teutonicus. Düsseldorf 1884.
- Knall und Fall. Festspiel. 1885.
- Die elf Gebote der Ehe. Eine Humoreske. 1885.
- Festspiel zur Feier des 70. Geburtstages und des 50jährigen Malerjubiläums von Andreas Achenbach im Malkasten, 28.9.1885. Düsseldorf 1885.
- Ueber Wilhelm Busch und seine Bedeutung. Eine lustige Streitschrift. Düsseldorf. Bagel 1886.
- Der muntere Wähler, oder Laß dich nicht verblüffen!. Ca. 1887.
- Zur Geschichte der bildenden Kunst in Düsseldorf. In Beiträge zur Geschichte des Niederrheins. Vol. 3, Düsseldorf 1888, pp. 296 ff. (Digitalizado)
- Schüttle Dich, Germania! Geharnischte Bismarcksonette von einem Freimüthigen. Düsseldorf 1891.
- Skizzen vom Rhein. Aus der Studienmappe von E. Daelen. Spaarmann, Styrum und Leipzig 1894.
- Brutus, schläfst Du? Ein Mahnruf an die Kunststadt Düsseldorf. Düsseldorf 1896.
- Mars und Venus oder ihr neuester Sieg. Jubiläums-Vorspiel-Polterabendscherz-Bummelstück in einem Akt. Künstlerverein Malkasten; 50. Stiftungsfest. Düsseldorf 1898.
- Eine Doppelhochzeit. Festspiel zum 50jährigen Jubiläum des Malkastens am 3.7.1898. Düsseldorf 1898.
- Aus der Geschichte des Malkasten artist association : zur Jubelfeier seines fünfzigjährigen Bestehens ; 1848 – 1898. - Düsseldorf : Bagel, 1898. Digitalizado  por laUniversitäts- und Landesbibliothek Düsseldorf.
- Das Friedensfest in Pempelfort. Satyrspiel zur Feier der Jahrhundertwende. Düsseldorf ca. 1900.
- Maskenredoute des Künstlervereins Malkasten. Düsseldorf, 24 February 1900: „Triumph der Hansa“. Düsseldorf 1900.
- Aufruf an die Düsseldorfer Künstlerschaft zur Bildung eines Goethe-Bundes. Vorgetragen in der Generalversammlung der Düsseldorfer Künstler am 23.4.1900. Düsseldorf 1900.
- Das neue Kunstausstellungsgebäude zu Düsseldorf. Düsseldorf 1901/02.
- Ein Friedensplan. Entwurf zu einem Festspiel zur Großen Industrie- und Kunstausstellung. Düsseldorf 1902.
- Frechheit ist Trumpf! oder Wer lacht da? Ein Satyrspiel zur Internationalen Kunstausstellung von Angelo Dämon. Düsseldorf 1904.
- Malkastenhumor. Das Geheimnis oder Salon und Galgen. Düsseldorf, después de 1905.
- Bilanz der Internationalen. Mit einer zeitgemäßen Forderung von Angelo Dämon. Stuttgart 1905.
- La moralité du nu. Klemm & Beckmann, Berlin 1906
- Hollands Blütezeit. Festspiel, Malkastenredoute, Düsseldorf, 17.2.1912. Düsseldorf 1912.
- Zum Monistentag in Düsseldorf, 6.9.1913. Drei Gedichte. 1913.
- Laetitia, viellieber Klang!. In Velhagen & Klasings Monatshefte 28.3 (Mai/Aug. 1914).
- Gedicht zum Tode des Malers Ernst Bosch am 22. März 1917. In Düsseldorfer Generalanzeiger, 26 March 1917.
- Welt-Großmacht Presse, zur Großen Berliner Kunstausstellung 1917. Düsseldorf 1918.
- Vom Fischerdorf zur Weltstadt. Eine Offenbarung der Weltstadt. Düsseldorf 1918.
- Das Vorrecht der Jugend. Ein heiteres Spiel. Düsseldorf 1919.
- Die nackte Maja. Das Lustspiel der Revolution in 3 Akten. Düsseldorf 1920.
- Deutscher Frühling. Freie Bekenntnisse von Edu Daelen-Bachem und Emma Lucas-Boeddinghaus. Düsseldorf 1920.
- Das Kreuz. Roman aus Düsseldorfs Vergangenheit. Manuscript, o.J.; Düsseldorf, Malkasten-Archiv.

## Otras lecturas
- Daelen, Eduard. En: Friedrich von Boetticher: Malerwerke des 19. Jahrhunderts. Beitrag zur Kunstgeschichte. Banda 1/1, Bogen 1–30: Aagaard – Heideck. P. contra Boetticher's Verlag, Dresde 1891, págs. 201–202 (Textarchiv - Internet Archive).
- Hans Vollmer: Daelen, Eduard. En: Ulrich Thieme (Ed.): Allgemeines Lexikon der Bildenden Künstler von der Antike bis zur Gegenwart. Begründet von Ulrich Thieme y Felix Becker. Banda 8: Coutan – Delattre. EA Seemann, Leipzig 1912, pág. 258 (Textarchiv – Internet Archive).
- Daelen, Eduard. En: Hans Wolfgang Singer (Ed.): Allgemeines Künstler-Lexicon. Leben und Werke der berühmtesten bildenden Künstler. Vorbereitet von Hermann Alexander Müller. 5. Unveränderte Auflage. Banda 1: Aquisgrán – Fyt. Literarische Anstalt, Rütten & Loening, Frankfurt a. M. 1921, S. 308 (Textarchiv – Archivo de Internet).
- Daelen, Eduard. En: Hans Wolfgang Singer (Ed.): Allgemeines Künstler-Lexicon. Leben und Werke der berühmtesten bildenden Künstler. Vorbereitet von Hermann Alexander Müller. 5. Unveränderte Auflage. Banda 5: Vialle – Zyrlein. Nachträge und Berichtigungen. Literarische Anstalt, Rütten & Loening, Frankfurt a. M. 1921, pág. 63 (Textarchiv – Internet Archive – Nachträge, también en Band 6, pág. 59).
- Daelen, Eduard. En: Hans Vollmer (Ed.): Allgemeines Lexikon der bildenden Künstler des XX. Jahrhunderts. Banda 5: V – Z. Noche: A – G. EA Seemann, Leipzig 1961, pág. 409.
- Daelen (Eduard). En Dictionnaire critique et documentaire des peintres, sculpteurs, dessinateurs et graveurs de tous les temps et de tous les pays . vol. 3: Chillida-Duggelin. Gründ, París 1976 ISBN 2-7000-0151-6, p. 318 ( Dictionnaire critique et documentaire des peintres, sculpteurs, dessinateurs et graveurs de tous les temps et de tous les pays  (página 318) – Leseprobe).
- Daelen, Eduard. En Walther Killy (ed.): Deutsche Biographische Enzyklopädie (DBE). 1. Auflaje. Banda 2: Bohacz-Ebhardt. KG Saur, Múnich 1995, ISBN 3-598-23162-8, p. 425 (Textarchiv – Internet Archive – Leseprobe, aquí la fecha de nacimiento se indica de manera diferente: 13 de marzo de 1843).
- Hans Paffrath (ed.): Lexikon der Düsseldorfer Malerschule 1819–1918. vol. 1: Abbema-Gurlitt. Publicado por el Kunstmuseum Düsseldorf en Ehrenhof y la Galerie Paffrath . Bruckmann, Múnich 1997, , pp. 254–256   ).
- Gudrun Schury: Ich wollt, ich wär ein esquimal. La vida de Wilhelm Busch. Biografía. Aufbau-Verlag, Berlín 2007, ISBN 978-3-351-02653-0 .
- Michaela Diers: Wilhelm Busch, Leben und Werk. dtv, Múnich 2008, ISBN 978-3-423-34452-4 .